# Varia Dalmatica
Varia Dalmatica ili Codex Lucianus (hrv. Različiti dalmatinski tekstovi ili Lucićev kodeks) jest rukopisni zbornik iz XVI.―XVII. st. s preko 300 kraćih pjesničkih i povjesničarskih sastavaka na latinskom i talijanskom. Danas se nalazi u zadarskoj Znanstvenoj biblioteci, pod signaturom 25290, ms. 617. Nije sačuvan u cijelosti (nedostaje tridesetak listova).

## Sudbina i autori kodeksa
Kodeks je nastao u Trogiru. Tekstove je u nj počeo unositi Petar Lucić (oko 1550.–1614.), prepisujući poeziju; povjesničarskom proznom građom zbornik je dopunjavao Petrov sin, historiograf Ivan Lucić (1604.–1679.).
Ivan Lucić kodeks je poklonio svome prijatelju i suradniku, zadarskome arhiđakonu Valeriju Ponte.  Čini se da je u Ponteovoj knjižnici kodeks ostao do prve polovine 19. st, da bi zatim prešao u ruke G. Ferrari-Cupillija (umro 1865), čiji je sin Šimun 1877. kodeks prodao don Matiji Ivčeviću, publicistu. Ivčevićevi su nasljednici rukopis u siječnju 1936 ustupili zadarskoj knjižnici Paravia (iz koje će nastati Znanstvena knjižnica).

## Sadržaj zbornika
Poetski radovi iz Varia Dalmatica pripadaju stranim i domaćim, slavnim i manje poznatim književnicima; oko 100 pjesama djela su nepoznatih autora. Tekstovi stranih pisca prevladavaju na početku, čineći dvije cjeline bez naznake autora. Radi se o 58 zagonetki iz kasnoantičke zbirke Aenigmata Symposii (Simpozijeve zagonetke), donesenih prema prvome tiskanom izdanju (Ioachim Perionius, Pariz, 1533.), te o četrdesetak pjesama iz zbirke Nugae (Sitnice, 1533―1538) francuskoga humanista Nicolasa Bourbona (Borbonius, 1503.? ― 1550.?) iz Vandoeuvrea. 
Glavninu Varia Dalmatica ipak predstavljaju radovi autora iz dalmatinskih gradova i lokalnih književnih krugova, vezanih uz Trogir, ali i uz Split, Šibenik, Skradin, Zadar, Brač, Dubrovnik i Kotor. Zbornik čuva pjesme Marka Marulića (za čije su "enigmatičke" epigrame Varia Dalmatica jedini izvor) i članova njegova splitskog humanističkog kruga; tu su, potom, sastavci Ludovika Paskalića (redovno u verzijama drugačijim od onih objavljenih tiskom u Mletcima 1551.), Franje Trankvila Andreisa, Sebastijana (Sabe) Mladinića, Antuna i Fausta Vrančića, Marina Statilića. Od manje poznatih autora, veći broj pjesama u zborniku imaju Trogiranin Valerij Mazzarelli, Šibenčanin Frano Mužić, Skradinjanin Ivan Pridoević. 
Povijesna su građa npr. prijepisi natpisa iz Trogira i Splita, popis uglednih Trogirana, oporuka Kvirina "kneza Salone" iz 503., kroničarski fragment o smrti kralja Dmitra Zvonimira, krivotvorena povelja Aleksandra Velikog Slavenima.

## Ocjena
U zborniku prevladavaju epigrami u elegijskom distihu; tematski, najviše je prigodnica i pobožne poezije. Izuzev dvije cjeline na početku, tekstovi nisu unošeni po nekom razaznatljivom planu, iako povremeno nailazimo na "cikluse" vezane temom (nadgrobnice pojedinoj osobi) ili autorom. Okupljajući radove poznatih i posve nepoznatih, proklamiranih pjesnika i povremenih stihotvoraca, zbornik Varia Dalmatica - poput njegova hrvatskog pandana, Vartla - važan je dokument književne komunikacije i kulturnih interesa dalmatinskih komuna XVI. i XVII. st.